# Blue star
blue star（ぶるーすたー）は、声優の落合祐里香が出した8thマキシシングルである。12ヶ月連続CDリリースの第8弾。品番はASCS-2010。

## 収録曲
1. blue star
  - 作詞：落合祐里香、作曲・編曲：大石憲一郎
2. Eternity
  - 作詞：落合祐里香、作曲・編曲：津久井箇人
3. blue star（inst）
4. Eternity（inst）